# Estadio 30 de Junio
El Estadio 30 de Junio también llamado Estadio de la Defensa Aérea de Egipto, es un estadio multiusos ubicado en la ciudad de El Cairo, Egipto. El estadio inaugurado en 2009 posee una capacidad para 30 000 espectadores y es propiedad de la Defensa Aérea de Egipto.
El recinto es utilizado preferentemente para partidos de fútbol y torneos atléticos, y es el estadio de los clubes Pyramids FC y ENPPI, equipos que disputan la Liga Premier de Egipto.
El 8 de febrero de 2015 tuvieron lugar en el estadio los lamentables hechos conocidos como la «estampida del 30 de junio», cuando previo al inicio del partido de liga entre dos clubes de El Cairo el Zamalek y el ENPPI, La policía egipcia utilizó gases lacrimógenos para impedir el ingreso ilegal de hinchas del Zamalek al estadio, lo que ocasionó una estampida humana que provocó la muerte de veintidós fanáticos por asfixia y pisotones de la multitud.
En marzo de 2019 se anunció que el estadio albergará los encuentros del Grupo C en la Copa Africana de Naciones 2019.

## Eventos disputados

### Copa Africana de Naciones 2019
- El estadio albergó diez partidos de la Copa Africana de Naciones 2019.
| Fecha               | Selección #1 | Resultado | Selección #2    | Ronda                 | Espectadores |
| ------------------- | ------------ | --------- | --------------- | --------------------- | ------------ |
| 23 de junio de 2019 | Senegal      | 2–0       | Tanzania        | Primera fase, Grupo C | 7,249        |
| 23 de junio de 2019 | Argelia      | 2–0       | Kenia           | Primera fase, Grupo C | 8,071        |
| 27 de junio de 2019 | Senegal      | 0–1       | Argelia         | Primera fase, Grupo C | 25,765       |
| 27 de junio de 2019 | Kenia        | 3–2       | Tanzania        | Primera fase, Grupo C | 7,233        |
| 30 de junio de 2019 | Zimbabue     | 0–4       | RD Congo        | Primera fase, Grupo A | 4,364        |
| 1 de julio de 2019  | Namibia      | 1–4       | Costa de Marfil | Primera fase, Grupo D | 7,530        |
| 1 de julio de 2019  | Kenia        | 0–3       | Senegal         | Primera fase, Grupo C | 13,224       |
| 7 de julio de 2019  | Argelia      | 3–0       | Guinea          | Octavos de final      | 8,205        |
| 10 de julio de 2019 | Senegal      | 1–0       | Benín           | Cuartos de final      | 5,798        |
| 14 de julio de 2019 | Senegal      | 1–0       | Túnez           | Semifinal             | 9,143        |